# Agathosma robusta
Agathosma robusta är en vinruteväxtart som beskrevs av Eckl. & Zeyh.. Agathosma robusta ingår i släktet Agathosma och familjen vinruteväxter. Inga underarter finns listade i Catalogue of Life.